# Manfred Stenner
Manfred „Mani“ Stenner (* 4. April 1954 in Hemer; † 17. Juli 2014 in Bonn) war der Gründer und bis zu seinem Tod Geschäftsführer des Netzwerks Friedenskooperative.

## Leben
Stenner kam als 19-Jähriger nach Bonn, wo er seinen Zivildienst in einer katholischen Jugendbildungsstätte absolvierte. Im Anschluss nahm er an der dortigen Universität ein Studium in Germanistik, Soziologie, Philosophie und Pädagogik auf bevor er zum Gründer und später Geschäftsführer des Netzwerks Friedenskooperative wurde. Er gehörte zu den Organisatoren der Friedensdemonstration im Bonner Hofgarten 1983. 2001 erhielt er gemeinsam mit den übrigen Erstunterzeichnenden des „Fahnenflucht-Aufrufs“ zum Kosovo-Krieg den Fritz-Bauer-Preis. Stenner starb im Juli 2014 im Alter von 60 Jahren an einem Herzinfarkt.

## Publikationen (Auswahl)
- Politik aus dem Netz und von der Straße – Bewegung für eine demokratischere und friedlichere Welt? In: Bruno Schoch, Corinna Hauswedell, Janet Kursawe, Margret Johansen (Hrsg.): Friedensgutachten. LIT Verlag, Münster 2012, ISBN 978-3-643-11136-4, S. 168–180.
- Bürger kontrollieren die Polizei? (mit Udo Behrendes). In: Peter Leßmann-Faust (Hrsg.): Polizei und Politische Bildung. VS Verlag für Sozialwissenschaften, Wiesbaden 2008, ISBN 978-3-531-15890-7, S. 45–88.
- Willkommen in der Bewegung. In: Wissenschaft und Frieden. Wieder im Krieg. Nr. 2, 1999, ZDB-ID 2386628-7 (online [abgerufen am 6. Januar 2020]).